# Opel Corsa D
| Sonstige Messwerte                        |                            |
| CO₂-Emission:                             | 94–190 g/km                |
| Kraftstoffverbrauch kombiniert (EG-Norm): | 3,5–7,9 l/100 km           |
| Sterne im Euro NCAP-Crashtest             | Fünf-Sterne NCAP-Crashtest |

Der Corsa D ist ein von Sommer 2006 bis Herbst 2014 von Opel gebauter Kleinwagen, der seinen Vorgänger Corsa C ablöste.
Der Corsa D wurde am 18. Juli 2006 der Weltpresse auf der British International Motor Show in London präsentiert und war ab dem 7. Oktober 2006 erhältlich.
Im Oktober 2014 wurde die Produktion des Corsa D eingestellt. Nachfolgemodell ist die Baureihe E.

## Modellgeschichte

### Allgemeines
Der Corsa D auf Punto3-ZFA199 / GM-SCCS -Plattform ist wie der Fiat Grande Punto in allen Abmessungen gegenüber seinem Vorgänger gewachsen. Insbesondere hat die Länge um 160 mm auf 3999 mm zugenommen. Damit bleibt Opel, anders als Fiat mit dem Grande Punto oder Peugeot mit dem 207, knapp unter der 4-Meter-Marke. Es gibt eine sportlich betonte dreitürige und eine fünftürige Version, der man eher das gestiegene Platzangebot ansieht. Zudem gibt es noch die besonders sportliche, ausschließlich dreitürige OPC-Version mit einer Länge von 4040 mm.
Das Leergewicht beträgt ab 1100 kg für den Dreitürer beziehungsweise ab 1145 kg für den Fünftürer. Die Beschleunigungszeit ist wegen des höheren Gewichts etwas höher ausgefallen, was aber auch in der längeren Übersetzung seine Ursache findet. Dank der längeren Übersetzung ist aber der Kraftstoffverbrauch trotz des höheren Gewichts auf dem Niveau des Vorgängermodells Corsa C. Die zulässige Zuladung beträgt bis zu 445 kg für den Dreitürer beziehungsweise bis zu 420 kg für den Fünftürer.

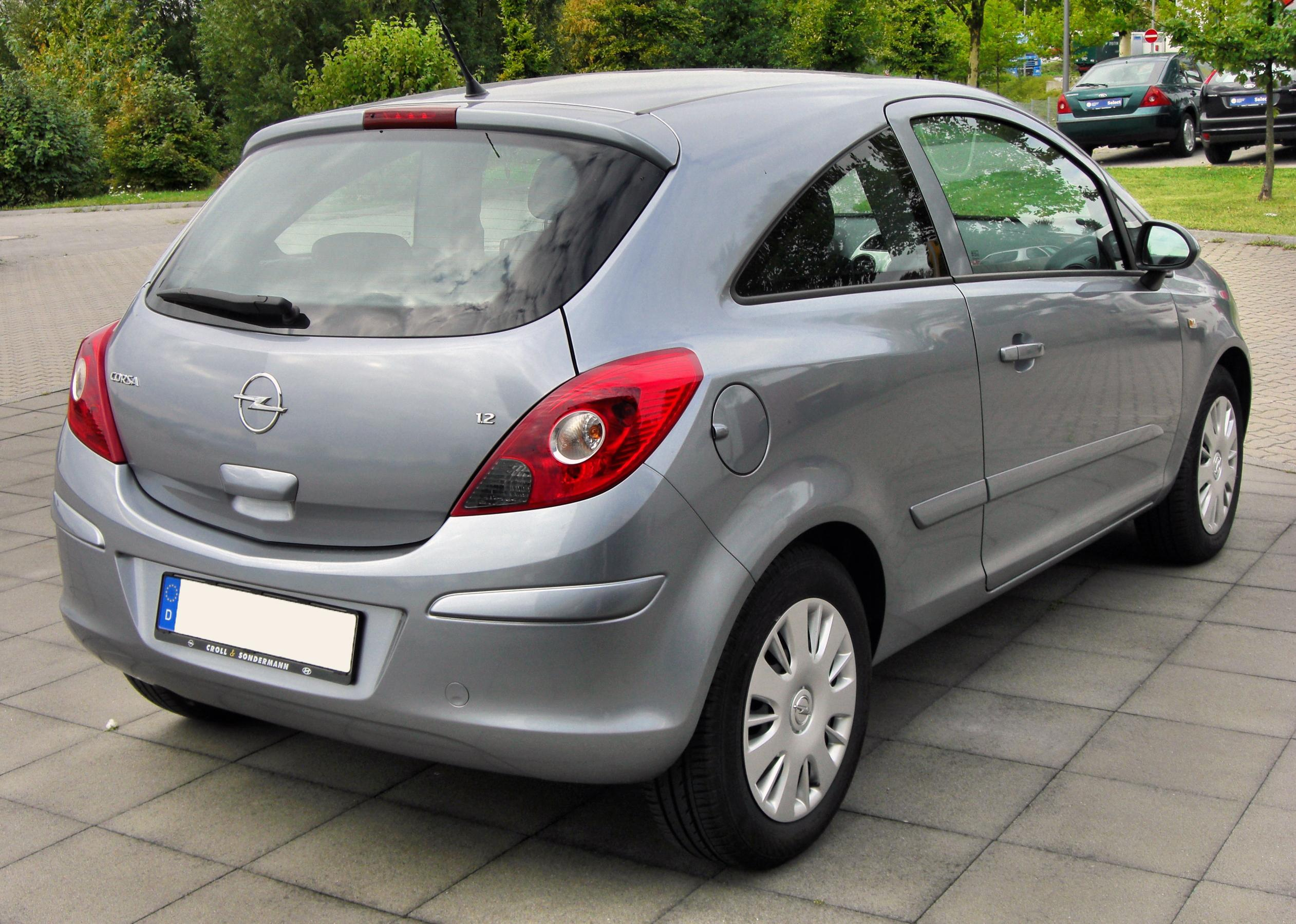
Heckansicht
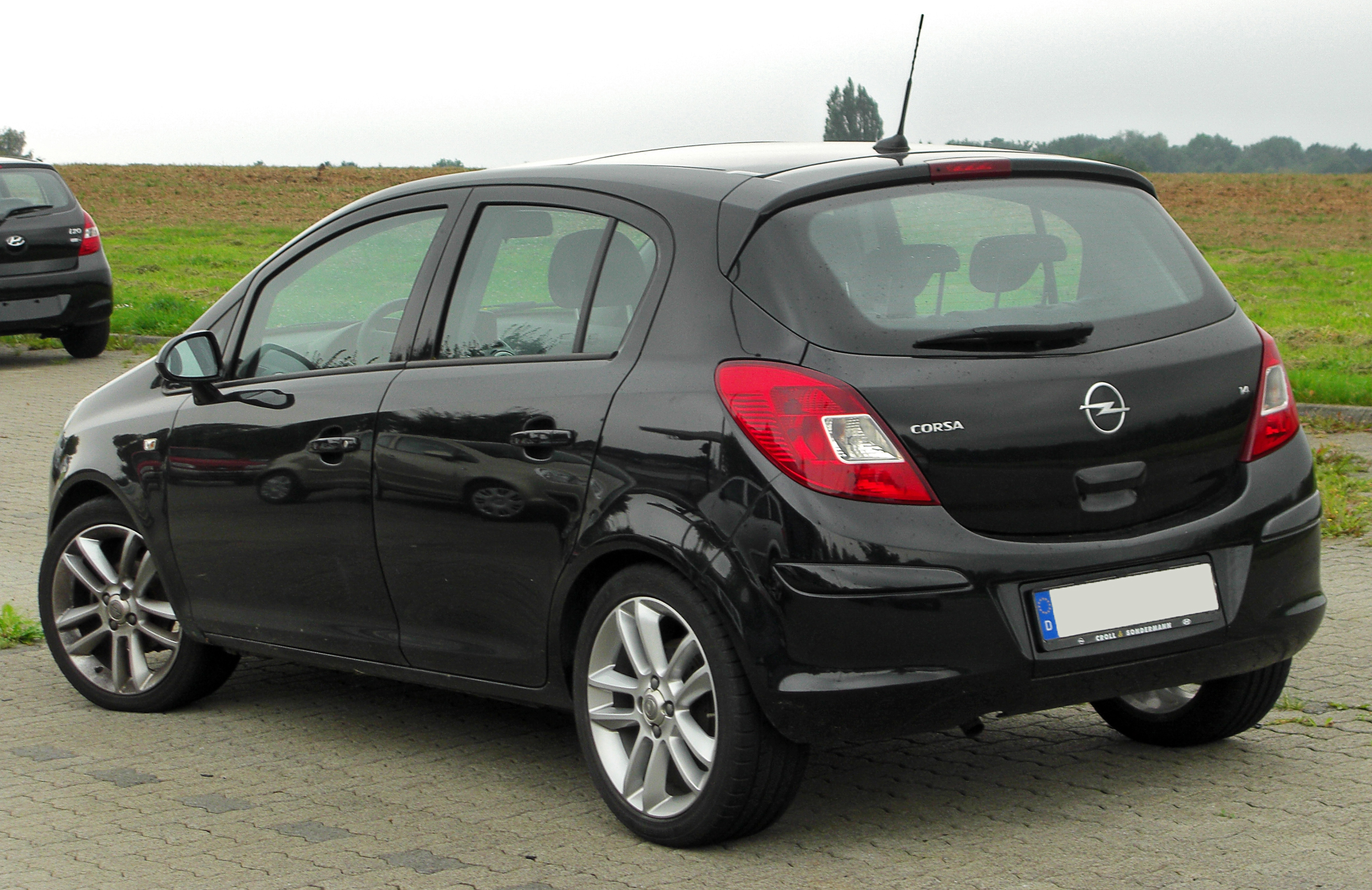
Opel Corsa Fünftürer (2006–2010)
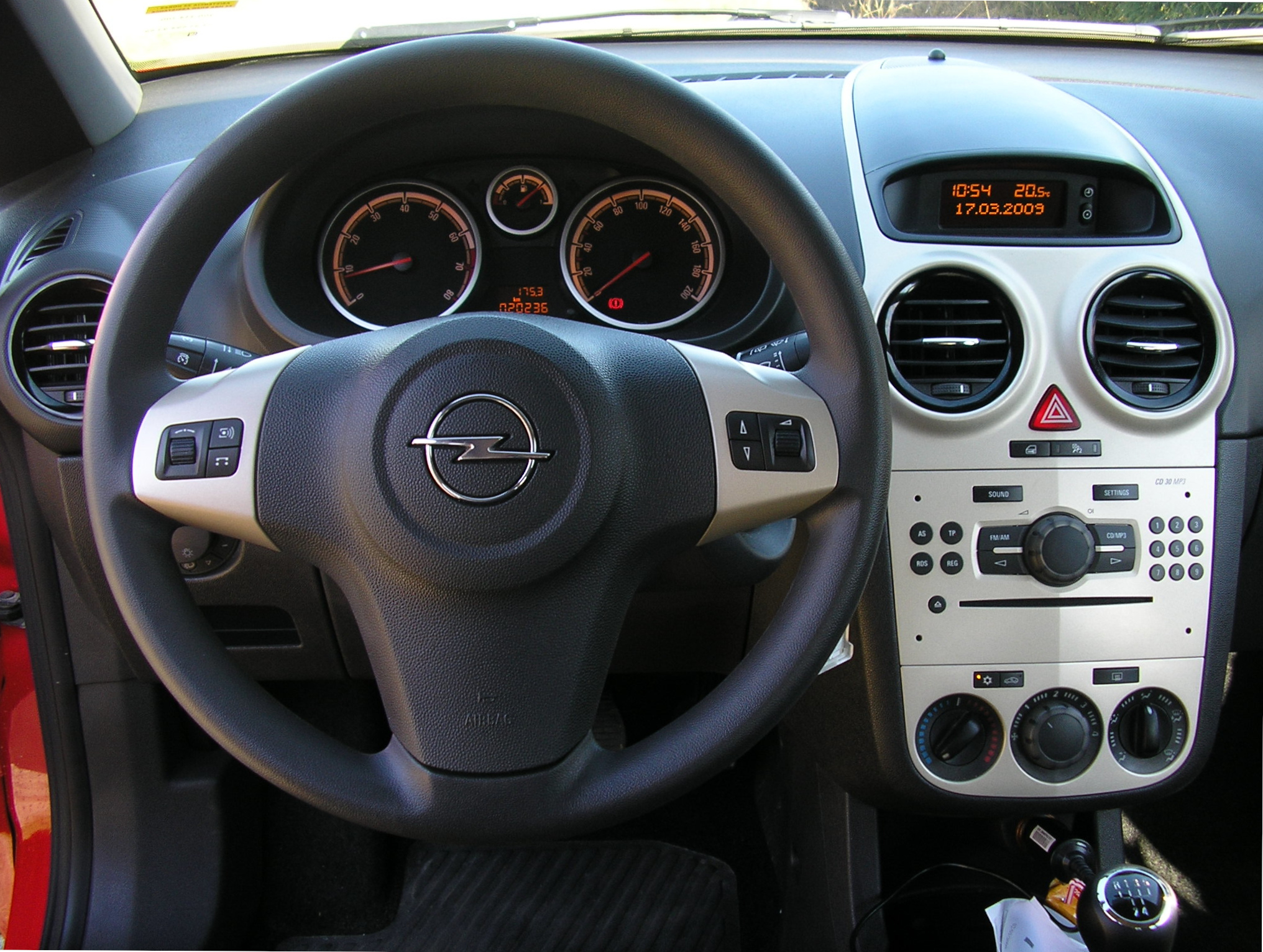
Cockpit (2009)

### Motorisierungen und Getriebe
Zum Verkaufsstart wurde der Corsa D mit drei Ottomotoren von 1,0 l Hubraum mit 44 kW (60 PS) über 1,2 l mit 59 kW (80 PS) bis zu einer 1,4-l-Variante mit 66 kW (90 PS) angeboten. Bei den Dieselmotoren gab es zwei 1,3 l CDTi mit 55 kW/66 kW (75/90 PS) und den 1,7 l CDTi mit 92 kW (125 PS). Der 1,0-l-Corsa hat einen Dreizylindermotor; alle anderen Wagen haben Vierzylinder-Reihenmotoren.
Die beiden Modelle für Autogasbetrieb (Flüssiggas LPG, Liquefied Petroleum Gas) haben neben dem serienmäßigen Kraftstofftank mit 45 Litern Inhalt einen Tank für 42 Liter LPG. Bei Befüllen beider Tanks erhöht sich die Gesamtreichweite des Fahrzeugs entsprechend.
Der 1,2 Liter kleine Dieselmotor (als 1.3 CDTI bezeichnet) wurde gemeinsam von GM Powertrain und Fiat entwickelt. Nach Beendigung des Joint Ventures teilten sich General Motors und Fiat die geistigen Rechte an diesem Motor, dank langfristiger Lieferverträge fertigt Fiat ihn weiter. Der 1,3 CDTI aus der ECOTEC-Triebwerkfamilie von Opel wurde 2005 zum Motor des Jahres in der Klasse von 1,0 bis 1,4 l Hubraum gewählt.
Der im März 2007 auf dem Genfer Auto-Salon vorgestellte Corsa OPC ist mit einem 1,6 Liter großen ECOTEC-Ottomotor mit Turboaufladung und 141 kW (192 PS). ausgestattet. Dieser ermöglicht eine Beschleunigung von 0 auf 100 km/h in 7,2 s und eine Höchstgeschwindigkeit von 225 km/h.
Der im September 2007 auf den Markt gebrachte Corsa GSi hat ebenfalls einen 1,6-Liter-ECOTEC-Ottomotor mit Turboaufladung. Die 110 kW (150 PS) starke Maschine erlaubt eine Höchstgeschwindigkeit von 210 km/h. Im Gegensatz zum OPC-Modell ist der Corsa GSi auch als Fünftürer erhältlich.
Der Corsa OPC, der GSi und die beiden Dieselmodelle mit 66 kW/90 PS (1.3 CDTI) und 92 kW/125 PS (1.7 CDTI) haben jeweils ein 6-Gang-Getriebe, alle anderen Modelle wurden mit einem 5-Gang-Getriebe angeboten. Zusätzlich gab es ein Easytronic genanntes automatisiertes Schaltgetriebe mit fünf (1,2-l-Ottomotor mit 59 kW/80 PS) bzw. sechs Gängen (1,3-l-Dieselmotor mit 66 kW/90 PS) sowie eine 4-Stufen-Automatik für das Modell mit 1,4-l-Ottomotor und 66 kW (90 PS) bzw. ab 2010 dann mit 74 kW (101 PS).
Im Dezember 2009 erschien der Corsa 1.3 CDTI ecoFLEX mit 70 kW (95 PS) Leistung und einem Normverbrauch von 3,7 Litern je 100 km.
Im Januar 2010 wurde der Corsa D technisch überarbeitet. Alle Ottomotoren erfüllten von da an die Abgasnorm Euro 5. Der 1,0-Liter-Ottomotor wurde in Deutschland aus dem Angebot gestrichen, während die Motoren mit 1,2 und 1,4 Litern Hubraum ab diesem Zeitpunkt in jeweils zwei Leistungsstufen erhältlich waren. Den stärkeren 1,2-Liter-Ottomotor gab es in Deutschland nur in Kombination mit dem automatisierten Schaltgetriebe Easytronic.
Im weiteren Verlauf des Jahres 2010 wurden auch alle Dieselmotoren auf Euro 5 umgestellt.
Im November 2013 wurde der 1.6 Turbo vom OPC und OPC Nürburgring Edition auf Euro 6 umgestellt.

## Technische Daten

### Benziner
|                                                                     | 1.0 ecoFLEX                               | 1.2 ecoFLEX                               | 1.2 LPG ecoFLEX                           | 1.2                                       | 1.2 LPG ecoFLEX                           | 1.2 ecoFLEX                               | 1.4 LPG ecoFLEX                           | 1.4 (ecoFLEX) (6)                         | 1.4                                       | 1.4 (ecoFLEX) (6)                         | 1.4 Turbo ecoFLEX                                        | 1.6 Turbo (GSI)                                          | 1.6 Turbo (OPC)                                               | 1.6 Turbo (OPC Nürburgring Edition)                      |
| ------------------------------------------------------------------- | ----------------------------------------- | ----------------------------------------- | ----------------------------------------- | ----------------------------------------- | ----------------------------------------- | ----------------------------------------- | ----------------------------------------- | ----------------------------------------- | ----------------------------------------- | ----------------------------------------- | -------------------------------------------------------- | -------------------------------------------------------- | ------------------------------------------------------------- | -------------------------------------------------------- |
| Bauzeitraum                                                         | 07/2006–10/2009                           | 11/2009–10/2014                           | 11/2009–06/2011                           | 07/2006–10/2009                           | 06/2011–10/2014                           | 11/2009–10/2014                           | 07/2009–06/2011                           | 02/2010–10/2014                           | 07/2006–10/2009                           | 11/2009–10/2014                           | 06/2012–10/2014                                          | 06/2007–06/2012                                          | 03/2007–10/2014                                               | 06/2011–10/2014                                          |
| Motorbauart und Zylinderanzahl                                      | R3-Ottomotor mit Multi-Point-Einspritzung | R4-Ottomotor mit Multi-Point-Einspritzung | R4-Ottomotor mit Multi-Point-Einspritzung | R4-Ottomotor mit Multi-Point-Einspritzung | R4-Ottomotor mit Multi-Point-Einspritzung | R4-Ottomotor mit Multi-Point-Einspritzung | R4-Ottomotor mit Multi-Point-Einspritzung | R4-Ottomotor mit Multi-Point-Einspritzung | R4-Ottomotor mit Multi-Point-Einspritzung | R4-Ottomotor mit Multi-Point-Einspritzung | R4-Ottomotor mit Multi-Point-Einspritzung und Turbolader | R4-Ottomotor mit Multi-Point-Einspritzung und Turbolader | R4-Ottomotor mit Multi-Point-Einspritzung und Turbolader      | R4-Ottomotor mit Multi-Point-Einspritzung und Turbolader |
| Hubraum                                                             | 998 cm³                                   | 1229 cm³                                  | 1229 cm³                                  | 1229 cm³                                  | 1229 cm³                                  | 1229 cm³                                  | 1364 cm³                                  | 1398 cm³                                  | 1364 cm³                                  | 1398 cm³                                  | 1364 cm³                                                 | 1598 cm³                                                 | 1598 cm³                                                      | 1598 cm³                                                 |
| max. Leistung kW (PS) bei 1/min                                     | 44 (60) 5600                              | 51 (69) 5600                              | 59 (80)/ 57 (77) (3) 5600                 | 59 (80) 5600                              | 63 (85) 61 (83) (4) 5600                  | 63 (85) 5600                              | 66 (90)/ 64 (86) (3) 5600                 | 64 (87) 6000                              | 66 (90) 5600                              | 74 (101) 6000                             | 88 (120) 4800–6000                                       | 110 (150) 5000                                           | 141 (192) 5850                                                | 155 (211) 5850                                           |
| max. Drehmoment Nm bei 1/min                                        | 88 3800                                   | 115 4000                                  | 110/105 (3) 4000                          | 110 4000                                  | 115/110 (4) 4000                          | 115 4000                                  | 125/119 (3) 4000                          | 130 4000                                  | 125 4000                                  | 130 4000                                  | 175 1750–4800                                            | 210 1850–5000                                            | 230 (5) 1980–5850                                             | 250 (5) 2250–5850                                        |
| Getriebe, serienmäßig                                               | 5-Gang-Schaltgetriebe                     | 5-Gang-Schaltgetriebe                     | 5-Gang-Schaltgetriebe                     | 5-Gang-Schaltgetriebe                     | 5-Gang-Schaltgetriebe                     | 5-Gang-Easytronic                         | 5-Gang-Schaltgetriebe                     | 5-Gang-Schaltgetriebe                     | 5-Gang-Schaltgetriebe                     | 5-Gang-Schaltgetriebe                     | 5-Gang-Schaltgetriebe                                    | 6-Gang-Schaltgetriebe                                    | 6-Gang-Schaltgetriebe                                         | 6-Gang-Schaltgetriebe                                    |
| Getriebe, optional                                                  | —                                         | —                                         | —                                         | 5-Gang-Easytronic                         | —                                         | —                                         | —                                         | —                                         | 4-Stufen-Automatik                        | 4-Stufen-Automatik                        | —                                                        | —                                                        | —                                                             | —                                                        |
| Höchstgeschwindigkeit                                               | 150 km/h                                  | 160 km/h                                  | 168 km/h 166 km/h (3)                     | 168 km/h 168 km/h (1)                     | 168 km/h 155 km/h (4)                     | 172 km/h                                  | 173 km/h 170 km/h (3)                     | 173 km/h                                  | 173 km/h 166 km/h (2)                     | 180 km/h 172 km/h (2)                     | 195 km/h                                                 | 210 km/h                                                 | 225 km/h                                                      | 230 km/h                                                 |
| Beschleunigung in s von 0–100 km/h                                  | 18,2                                      | 14,5                                      | 13,9 14,1 (3)                             | 13,9 15,4 (1)                             | 13,9 14,1 (4)                             | 14,9                                      | 12,4 12,6 (3)                             | 12,4                                      | 12,4 14,8 (2)                             | 11,9 13,9 (2)                             | 10,3                                                     | 8,1                                                      | 7,2                                                           | 6,8                                                      |
| Kraftstoffverbrauch kombiniert in l/100 km (1999/100/EG-Richtlinie) | 5,6 S                                     | 5,3 S                                     | 6,1 S 7,8 (4)                             | 6,1 S 5,7 S (1)                           | 5,6 S 7,1 (4)                             | 5,1 S                                     | 6,1 S 8,0 (4)                             | 5,5 S                                     | 6,1 S 6,5 S (2)                           | 5,5 S 5,9 S (2)                           | 5,5 S                                                    | 7,9 S (seit 2010: 7,3 S)                                 | 7,9 SP (seit 2010: 7,3 SP)                                    | 7,6 SP (100 Oktan)                                       |
| CO₂-Emission, kombiniert                                            | 134 g/km                                  | 124 g/km                                  | 146 g/km 127 g/km (4)                     | 146 g/km 137 g/km (1)                     | 132 g/km 115 g/km (4)                     | 119 g/km                                  | 146 g/km 129 g/km (4)                     | 129 g/km                                  | 146 g/km 154 g/km (2)                     | 129 g/km 138 g/km (2)                     | 129 g/km                                                 | 189 g/km (seit 2010: 171 g/km)                           | 190 g/km (seit 2010: 172 g/km)                                | 178 g/km                                                 |
| Abgasnorm nach EU-Klassifikation                                    | Euro 4                                    | Euro 5                                    | Euro 4                                    | Euro 4                                    | Euro 5                                    | Euro 5                                    | Euro 4                                    | Euro 5                                    | Euro 4                                    | Euro 5                                    | Euro 5                                                   | Euro 5 (bis 10/2009: Euro 4)                             | Euro 6 (bis 10/2009: Euro 4)(von 11/2009 bis 10/2013: Euro 5) | Euro 6 (bis 10/2013: Euro 5)                             |

### Diesel
|                                                                     | 1.3 CDTI                                                        | 1.3 CDTI ecoFLEX                                                | 1.3 CDTI (5)                                                    | 1.3 CDTI (ecoFLEX)                                              | 1.7 CDTI (5)                                                    | 1.7 CDTI (5)                                                    |
| ------------------------------------------------------------------- | --------------------------------------------------------------- | --------------------------------------------------------------- | --------------------------------------------------------------- | --------------------------------------------------------------- | --------------------------------------------------------------- | --------------------------------------------------------------- |
| Bauzeitraum                                                         | 07/2006–11/2007                                                 | 11/2007–10/2014                                                 | 07/2006–06/2010                                                 | 11/2009–10/2014                                                 | 10/2006–02/2010                                                 | 03/2010–12/2013                                                 |
| Motorcode                                                           | Z13DTJ                                                          | A13DTC                                                          | Z13DTH                                                          | Z13DTE                                                          | Z17DTR                                                          | A17DTS                                                          |
| Motorbauart und Zylinderanzahl                                      | R4-Dieselmotor mit Abgasturbolader und Common-Rail-Einspritzung | R4-Dieselmotor mit Abgasturbolader und Common-Rail-Einspritzung | R4-Dieselmotor mit Abgasturbolader und Common-Rail-Einspritzung | R4-Dieselmotor mit Abgasturbolader und Common-Rail-Einspritzung | R4-Dieselmotor mit Abgasturbolader und Common-Rail-Einspritzung | R4-Dieselmotor mit Abgasturbolader und Common-Rail-Einspritzung |
| Hubraum                                                             | 1248 cm³                                                        | 1248 cm³                                                        | 1248 cm³                                                        | 1248 cm³                                                        | 1686 cm³                                                        | 1686 cm³                                                        |
| max. Leistung (PS) bei 1/min                                        | 55 kW (75 PS)/4000                                              | 55 kW (75 PS)/4000                                              | 66 kW (90 PS)/4000                                              | 70 kW (95 PS)/4000                                              | 92 kW (125 PS)/4000                                             | 96 kW (130 PS)/4000                                             |
| max. Drehmoment bei 1/min                                           | 170 Nm / 1750–2500                                              | 190 Nm / 1750–2250                                              | 200 Nm / 1750–2500                                              | (190 Nm / 1750–3250) 210 Nm / 1750–2500                         | 280 Nm / 2300                                                   | 300 Nm / 2000–2500                                              |
| Getriebe, serienmäßig                                               | 5-Gang-Schaltgetriebe                                           | 5-Gang-Schaltgetriebe                                           | 6-Gang-Schaltgetriebe                                           | (5-Gang-Schaltgetriebe) 6-Gang-Schaltgetriebe                   | 6-Gang-Schaltgetriebe                                           | 6-Gang-Schaltgetriebe                                           |
| Getriebe, optional                                                  | —                                                               | —                                                               | 6-Gang-Easytronic                                               | —                                                               | —                                                               | —                                                               |
| Höchstgeschwindigkeit                                               | 163 km/h 168 km/h (3)                                           | 163 km/h                                                        | 172 km/h 172 km/h (1)                                           | (177 km/h) 173 km/h                                             | 195 km/h                                                        | 200 km/h                                                        |
| Beschleunigung in s von 0–100 km/h                                  | 13,6 13,4 (3)                                                   | 14,9                                                            | 12,7 14,2 (1)                                                   | 12,3                                                            | 9,9                                                             | 9,5                                                             |
| Kraftstoffverbrauch kombiniert in l/100 km (1999/100/EG-Richtlinie) | 4,5 D 4,1 D (3) 4,3 D (4)                                       | 4,2 D                                                           | 4,9 D 4,8 D (1)                                                 | (3,7 D) 4,4 D                                                   | 4,8 D                                                           | 4,5 D                                                           |
| CO₂-Emission, kombiniert                                            | 119 g/km 109 g/km (3) 114 g/km (4)                              | 112 g/km                                                        | 129 g/km 128 g/km (1)                                           | (104 g/km) 115 g/km                                             | 130 g/km                                                        | 118 g/km                                                        |
| Abgasnorm nach EU-Klassifikation                                    | Euro 4                                                          | Euro 5                                                          | Euro 4                                                          | Euro 4 / (Euro 5)                                               | Euro 4                                                          | Euro 5                                                          |

### Corsa mit CO₂-Paket
Das dreitürige 1.3-CDTI-Modell ist ohne Aufpreis mit einem sogenannten CO₂-Paket erhältlich. Der Wagen mit dem 55-kW-Dieselmotor (75 PS) hat zur Verbesserung der Aerodynamik neben einer optimierten Spoilerlippe vorn eine 20 Millimeter tiefergelegte Karosserie, eine längere Getriebeübersetzung und schmalere 175/70-R-14-Räder (Seriengröße 185/70 R 14). Das Tankvolumen ist von 45 auf 40 Liter verringert. Der Wagen hat einen reduzierten Emissionswert von 109 Gramm/km CO₂ und einen um 0,4 Liter/100 km geringeren Verbrauch.

## Modellpflege
Im November 2010 präsentierte Opel den überarbeiteten Corsa, der hauptsächlich an der modifizierten Frontpartie erkennbar war. Außerdem bekam er ein geändertes Angebot an Ausstattungsvarianten. Die GSi-Version entfiel.
Beim Händler war die modifizierte Version ab dem 29. Januar 2011 zu haben.

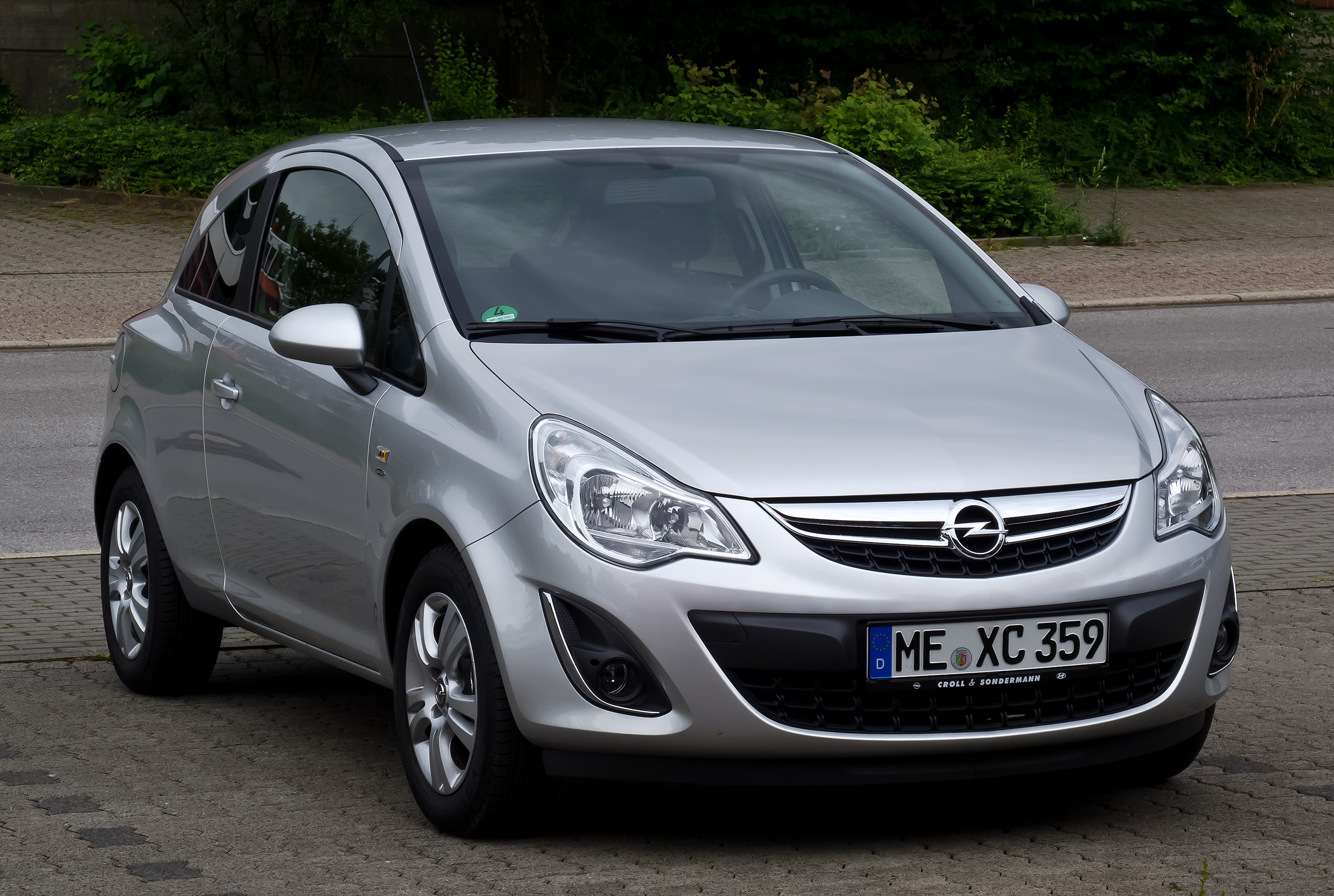
Opel Corsa Dreitürer (2010–2014)
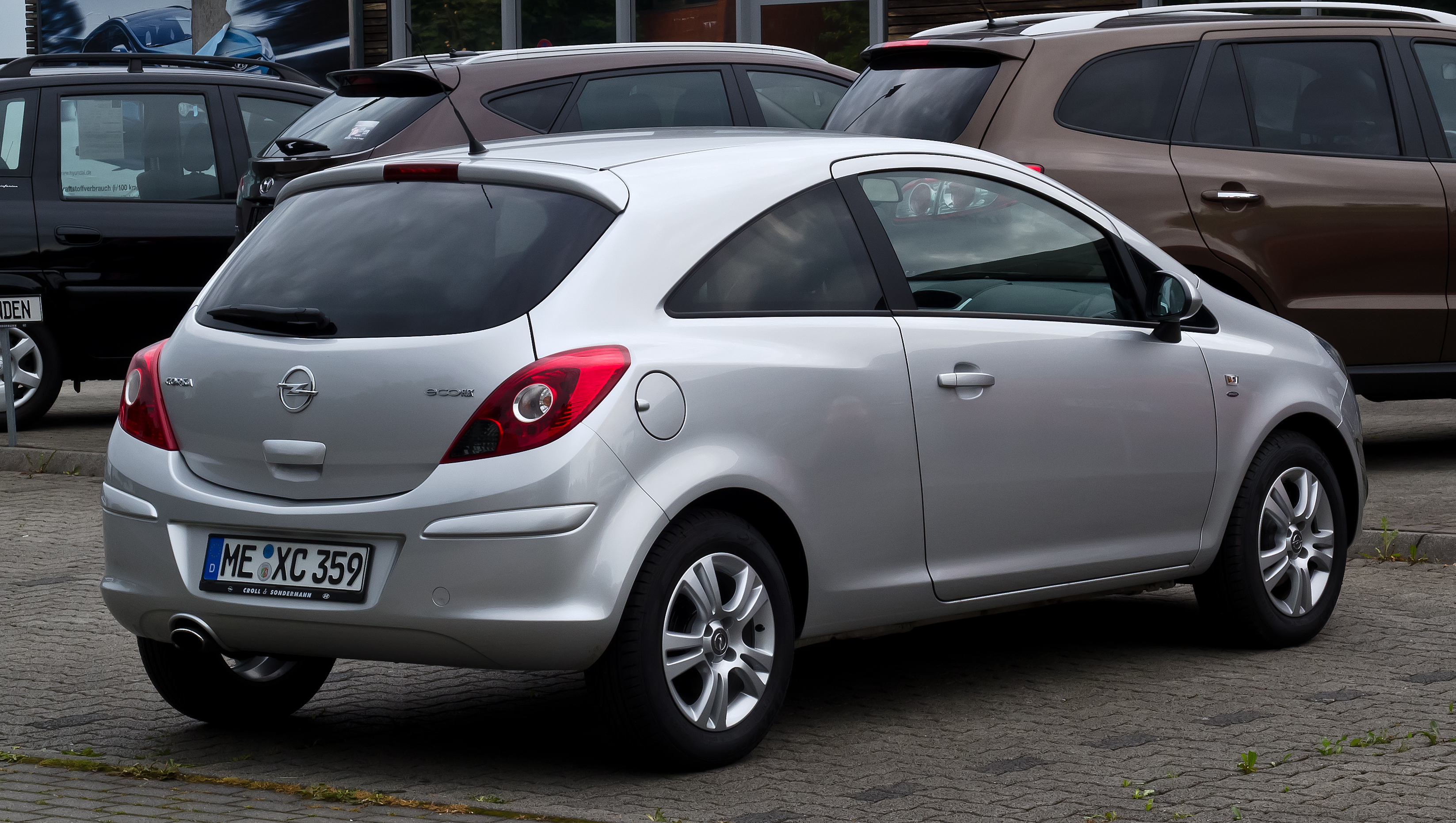
Heckansicht
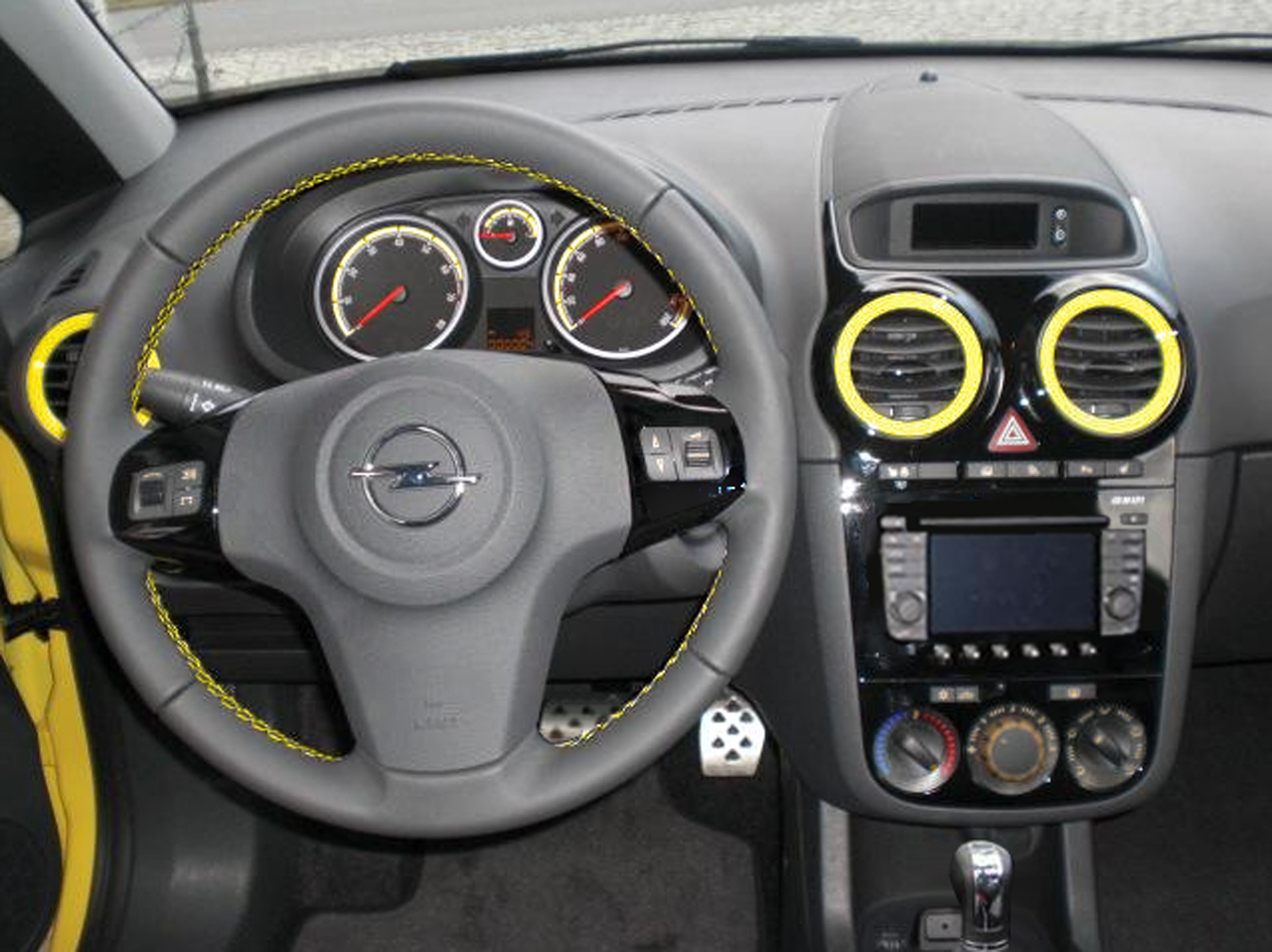
Cockpit (Color Edition)

Im Oktober 2014 endete die Produktion des Corsa D. Sein Nachfolger Corsa E kam im Januar 2015 auf den Markt.

## Ausstattung

### Sicherheit
Alle Modelle verfügen serienmäßig über Front- und Seitenairbags für Fahrer und Beifahrer, Antiblockiersystem (ABS) mit Kurvenbremskontrolle und Bremsassistent, Elektronische Bremskraftverteilung (EBV), Auskuppelnde Sicherheitspedale (PRS) und Traktionskontrolle mit Motor- und Bremseingriff (TC).
Mit Ausnahme des Basismodells gehören Kopfairbags zur Serienausstattung.
Das ESP Plus ist seit Ende März 2009 bei allen Modellen serienmäßig, bis dato nur beim 1.7 CDTI und den Ausführungen Sport, GSi und OPC. Die Modelle bis einschließlich 74 kW (101 PS) Leistung haben innenbelüftete Scheibenbremsen vorn und Trommelbremsen hinten. Die vier stärksten Modelle Corsa 1.4 Turbo, 1.7 CDTI, GSi und OPC haben Scheibenbremsen auch an der Hinterachse.
Im Fond ist für nur zwei Kindersitze genügend Platz vorhanden. Isofix-Halterungen auf den Außensitzen der Rückbank gehören zur Serienausstattung, für den Beifahrersitz sind sie gegen Aufpreis erhältlich. Der Beifahrerairbag ist abschaltbar, so dass auf dem Beifahrersitz auch rückwärtsgerichtete Kindersitze montiert werden dürfen.

### Komfort und sonstige Ausstattung

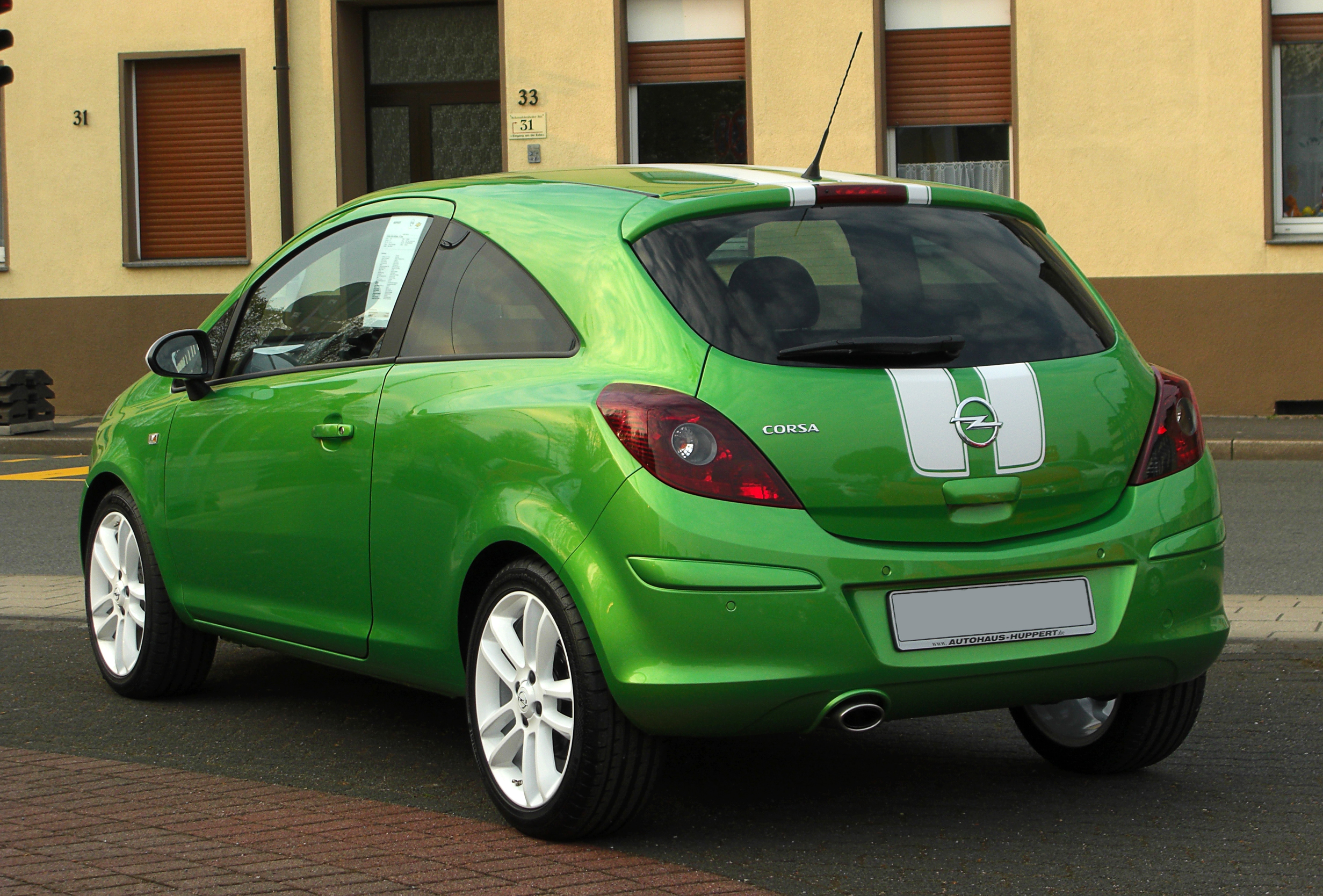
Opel Corsa „Color Stripes“ (2011)

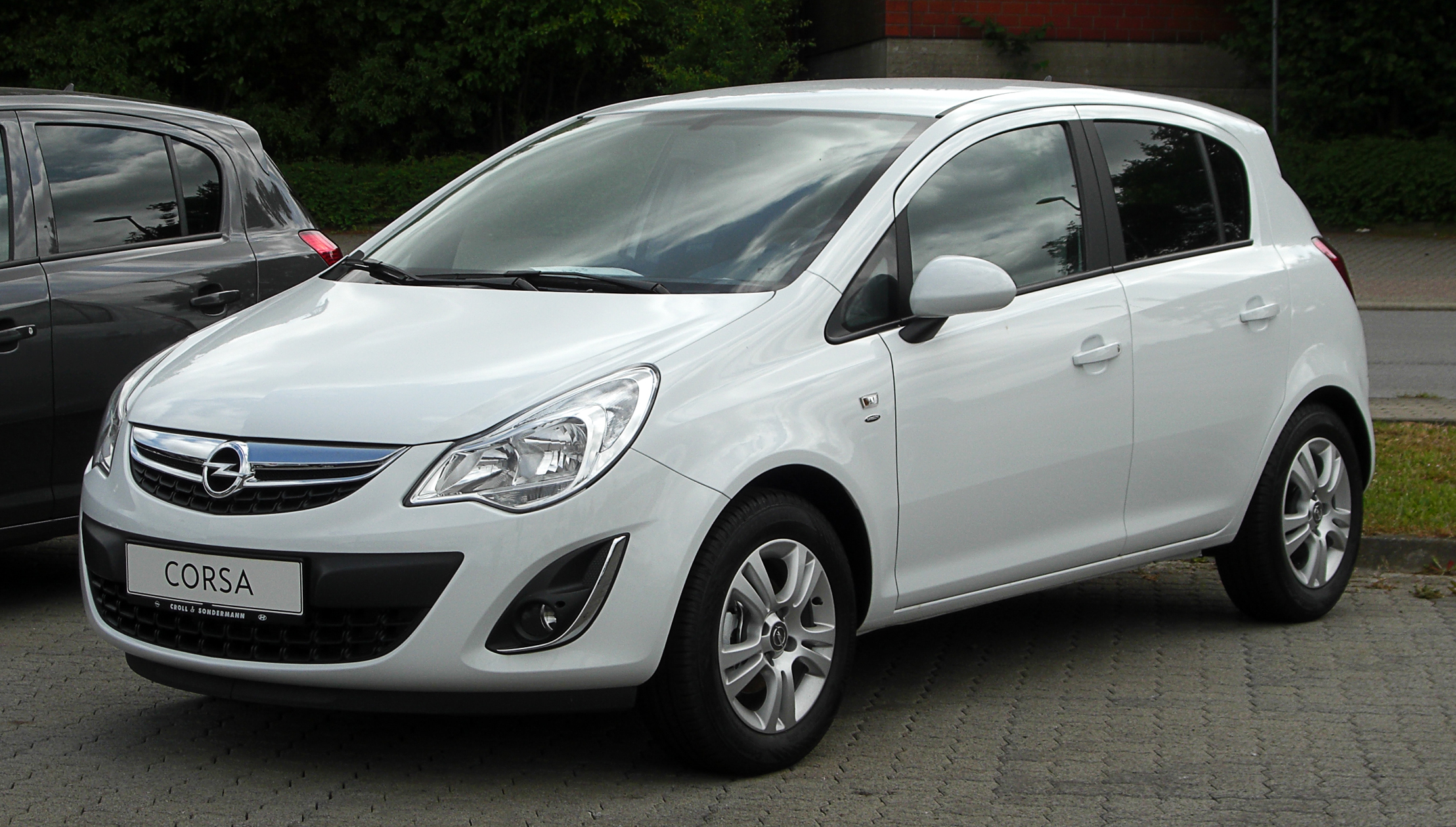
Opel Corsa „Satellite“ (2011)

Das Basismodell Selection verfügt serienmäßig über elektrisch einstellbare Außenspiegel, Drehzahlmesser, höhen- und längseinstellbare Lenksäule, höhenverstellbaren Fahrersitz, geschwindigkeitsabhängige Servolenkung und Zentralverriegelung.
Im Sommer 2010 wurde es als unverändertes Sondermodell Limited ab 8990 Euro und damit 2410 Euro günstiger angeboten.
Bereits im Jahr 2007 gab es das Sondermodell Catch me now mit 16-Zoll-Aluminiumfelgen, Klimaanlage, CD-Radio, elektrischen Fensterhebern und Funk-Zentralverriegelung.
Die nächsthöhere Version Edition 111 Jahre bietet zusätzlich elektrische Fensterheber vorn, Klimaanlage, Lederlenkrad, CD-MP3-Radio, geteilt umklappbare Rücksitzlehne, Tempomat und Zentralverriegelung mit Funkbedienung. Seit November 2010 wird stattdessen die Version Navi angeboten, die zusätzlich über ein Navigationsgerät und Nebelscheinwerfer verfügt. Als Alternative zu dieser Version gibt es das etwas weniger umfangreich ausgestattete, nach dem gleichnamigen Eurovision-Song-Contest-Lied benannte Sondermodell Satellite.
Für farbliche Akzente sorgten die im Jahr 2011 angebotenen Editionsmodelle Color Line, Color Race und Color Stripes, die neben Farbstreifen auf Motorhaube, Seiten und Heckklappen auch über eingefärbte Felgen verfügten.
Die Version Innovation hat zusätzlich zur Edition 111 Jahre beheizbare Außenspiegel, Kurven- und Abbiegelicht, Nebelscheinwerfer und Leichtmetallräder, die Version Sport bietet anstelle des Kurven- und Abbiegelichts zusätzlich Klimatisierungsautomatik und Sportsitze vorn. Die Versionen GSi und OPC haben dieselbe Komfortausstattung wie Sport. Seit November 2010 werden die Versionen Sport und GSi nicht mehr angeboten, der 110-kW-GSi-Motor (150 PS) ist seitdem aber für das Modell Innovation und einige Monate später für fast alle Modelle erhältlich.
Als Sonderausstattung wird unter anderem ein Panorama-Schiebedach und ein FlexFix genanntes Fahrradträgersystem am Heck sowie Lenkradheizung angeboten.
Im Gegensatz zum Corsa C ist kein Xenonlicht und auch keine Kühlmitteltemperaturanzeige mehr erhältlich. Ledersitze können nur noch für den Opel Corsa OPC bestellt werden. Die ursprünglich vorhandenen Seitenschutzleisten sind mit Beginn des zweiten Modelljahres entfallen.
Alle Dieselmotoren sind serienmäßig mit Dieselpartikelfilter ausgestattet.

### GSi
Der Corsa GSi wurde im Sommer 2007 eingeführt und blieb bis zur Einführung des Facelift im Programm. Das Modell konnte als Drei- sowie Fünftürer bestellt werden, die Basispreise zur Markteinführung lagen bei 19.950 € bzw. 20.650 €. Die Besonderheiten waren ein 1,6-l-Turbomotor, welcher 110 kW (150 PS) leistete und 210 Nm Drehmoment erzeugte, das Sportfahrwerk und die Bremsanlage des OPC, Sportsitze vorn (schwarz/rot), Sportlenkrad (schwarz/rot), Aluminium Sportpedale, Aluminiumfelgen im 5 Sterndesign in der Dimension 7x17" sowie das „OPC-Line 1“ genannte Spoilerpaket. Gegen einen Aufpreis von 370 € konnte auch das Spoilerpaket „OPC-Line 2“ erworben werden. Dieses enthielt komplette Stoßfänger, welche an den OPC angelehnt waren.

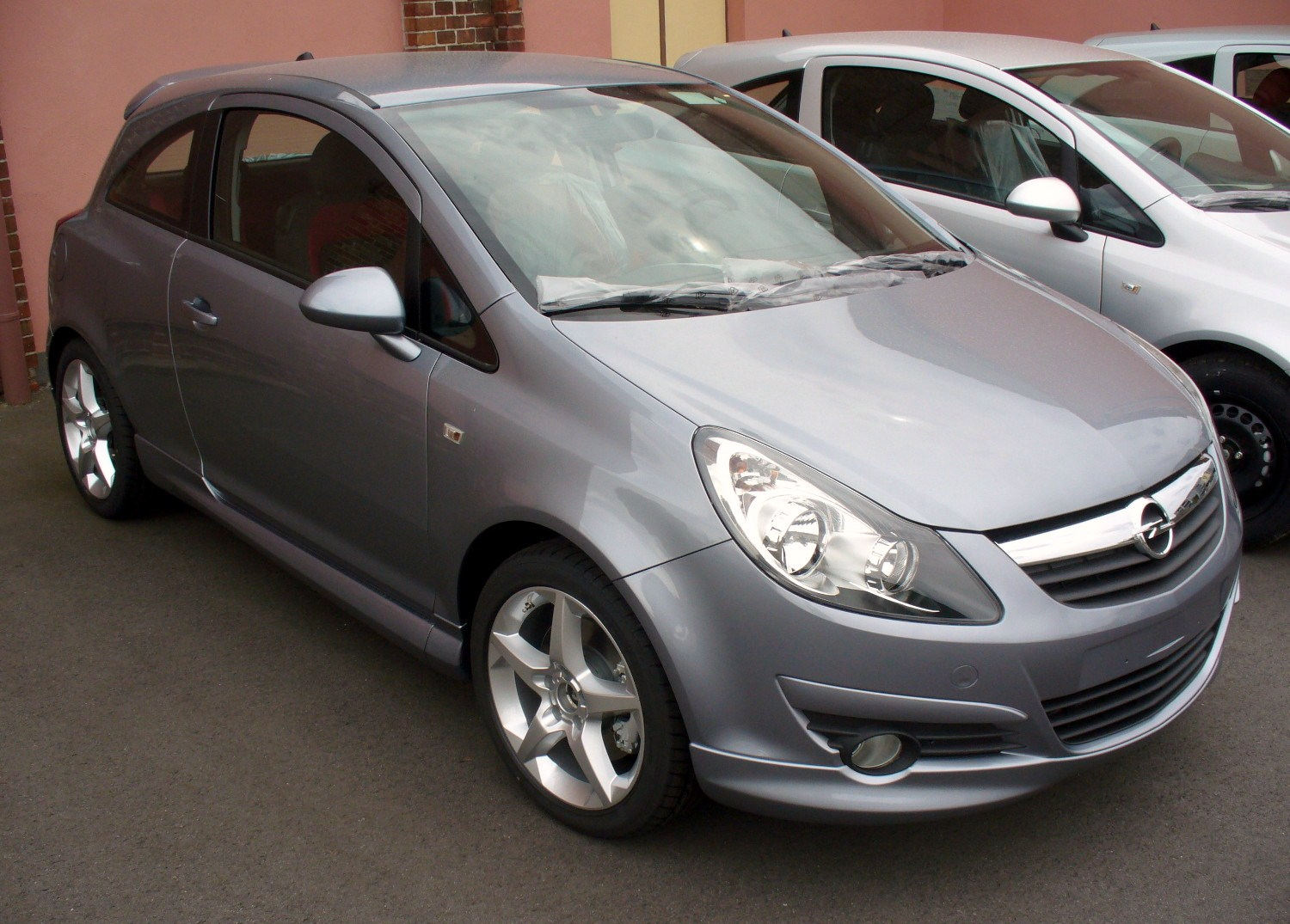
Opel Corsa GSI (2007–2010)
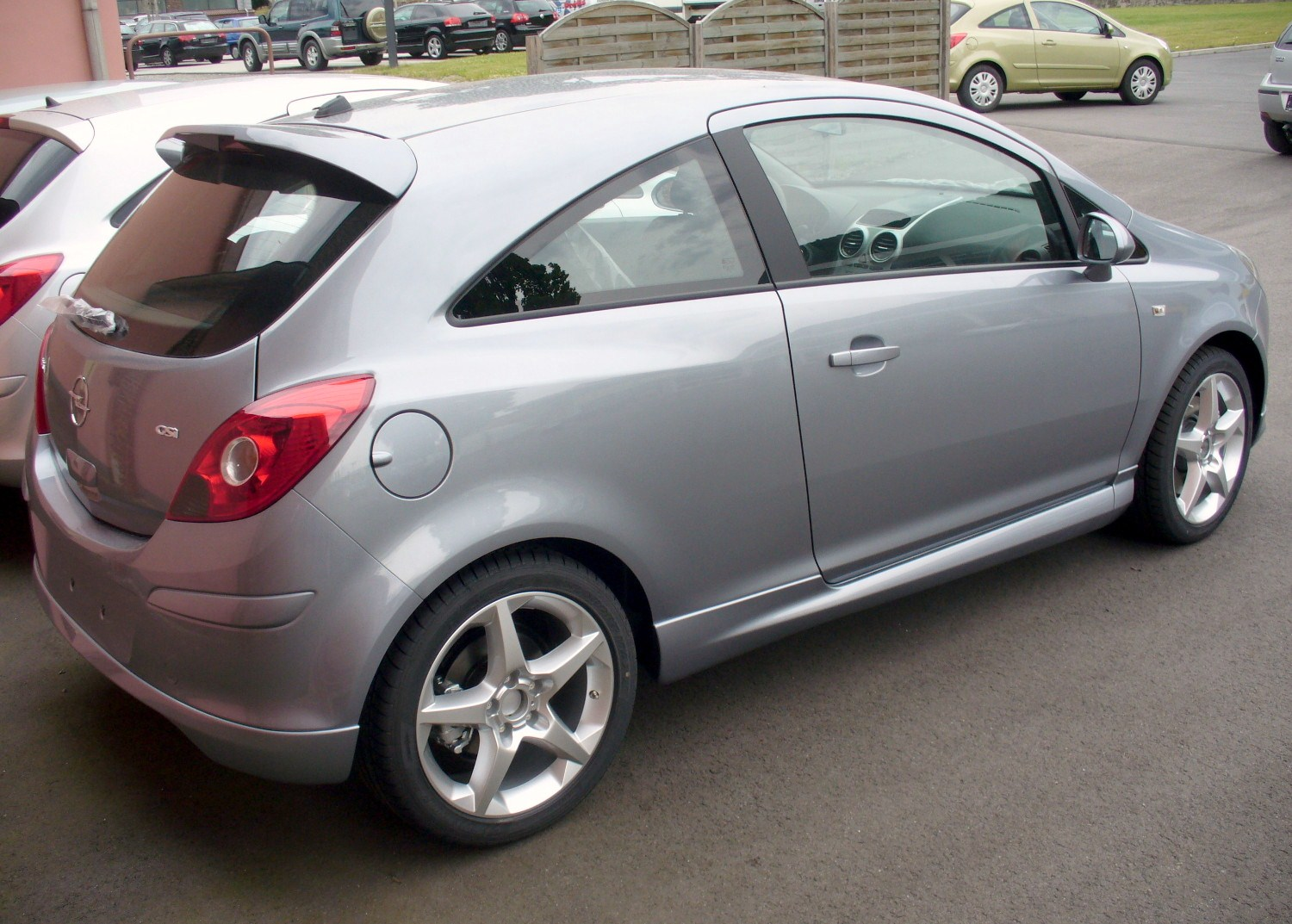
Heckansicht

### OPC
Ab März 2007 war der bis dorthin sportlichste Corsa, der OPC, zu bestellen. Sein Basispreis zur Markteinführung lag bei 22.560 €. Der OPC ist ausschließlich als Dreitürer zu bekommen und sein 1,6 Liter großes Turbotriebwerk leistet 141 kW (192 PS) und erzeugt 230 Nm (Overboost 266 Nm) Drehmoment. Zu den Besonderheiten dieses Modells gehören neben der exklusiv erhältlichen Außenfarbe Ardenblau auch die Recaro-Schalensitze, das OPC-Spoilerpaket (Front- und Heckstoßfänger sowie Seitenschweller und Dachspoiler), die OPC-spezifischen Außenspiegel, das abgeflachte Sportlenkrad, Schaltknauf und Tacho im OPC-Design, eine blau lackierte Bremsanlage (ab Facelift grau) und die Aluminiumfelgen im Format 7x17". Als Extras können noch Felgen in der Dimension 7,5x18" und ein Heckspoiler in sogenannter Motorsportoptik bestellt werden. In der Bauzeit des Corsa D verließen 22.367 Stück die Produktionshallen als OPC.
In der gesamten Bauzeit des OPC gab es bis jetzt folgende Farben: Ardenblau, Magmarot, Casablancaweiß, Sunnymelongelb, Starsilber (2007–2008), Lichtsilber (2008–2010), Silbersee/Perlsilber (ab 2010), Saphierschwarz (bis 2012), Graphitschwarz (ab 2012) und Platinantrazit (ab 2013).
- Black Edition-Paket (seit 2012): Das Black Edition-Paket enthält eine mattschwarze Komplettfolierung, die eine graphitschwarze Basislackierung voraussetzt und beinhaltet zusätzlich das Halogen Kurven- und Abbiegelicht sowie den Heckspoiler in Motorsportoptik.
- Design-Paket (seit 2013) Dieses beinhaltet als optische Extras schwarz lackierte Außenspiegel, eine schwarze Kühlerspange, schwarze Lüftungsringe im Innenraum sowie die 18" Felgen in Hochglanzschwarz. Als weitere Extras sind der OPC-Heckspoiler in Motorsportoptik und ein Smartphone-Interface in dem Paket enthalten.
- Motorsport-Paket (seit 2013): Die Besonderheit dieses Paketes ist, dass es nur für die Farbe Casablancaweiß bestellbar ist und ein Außendekor in den Opel-Motorsport-Farben sowie ein spezifisches Emblem auf der B-Säule beinhaltet. Zum Paketinhalt gehören außerdem der OPC-Heckspoiler in Motorsportoptik, schwarz lackierte Außenspiegel, eine schwarze Kühlerspange und die 18" Räder in Hochglanzschwarz.

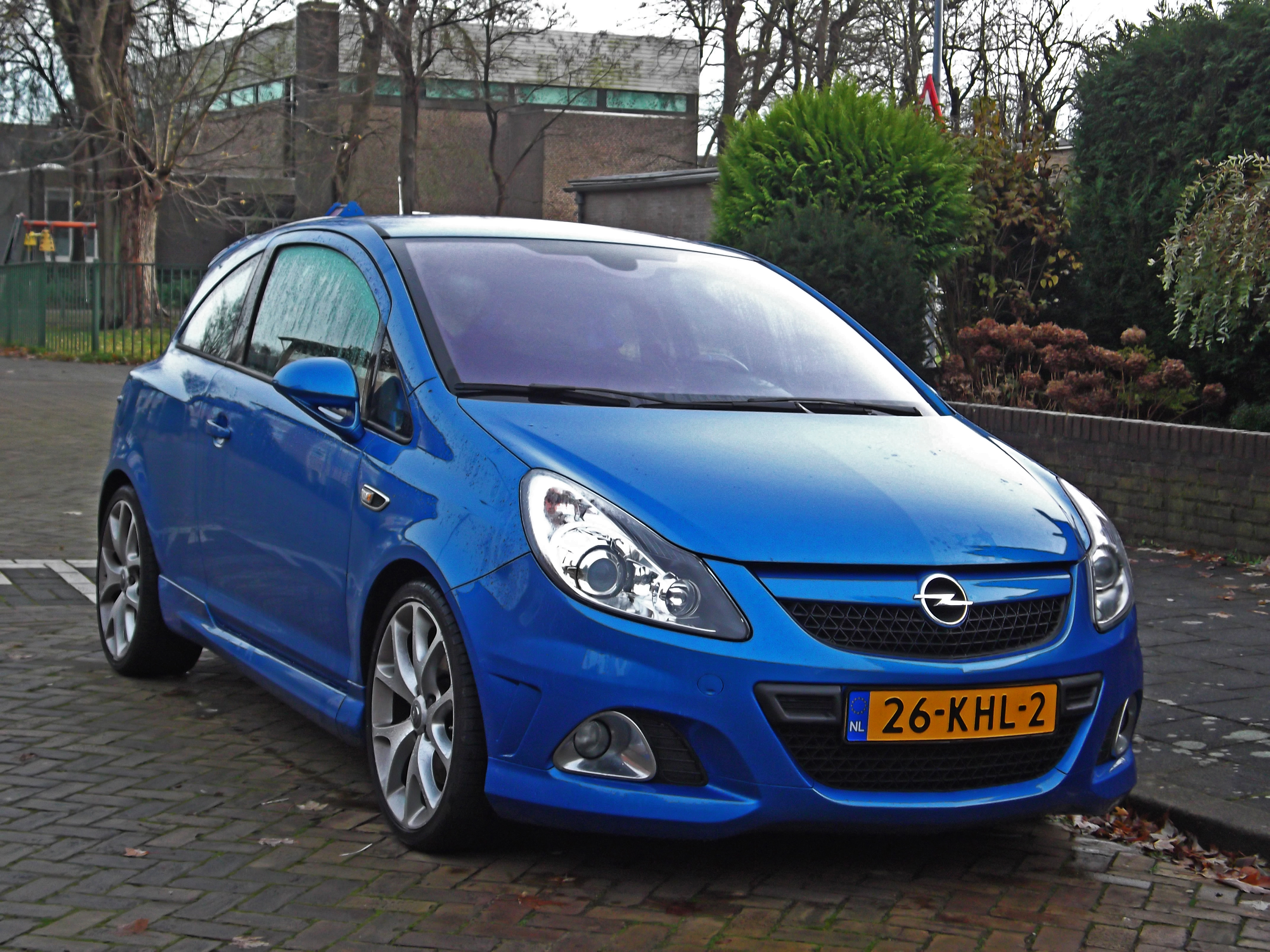
Opel Corsa OPC (2007–2010)
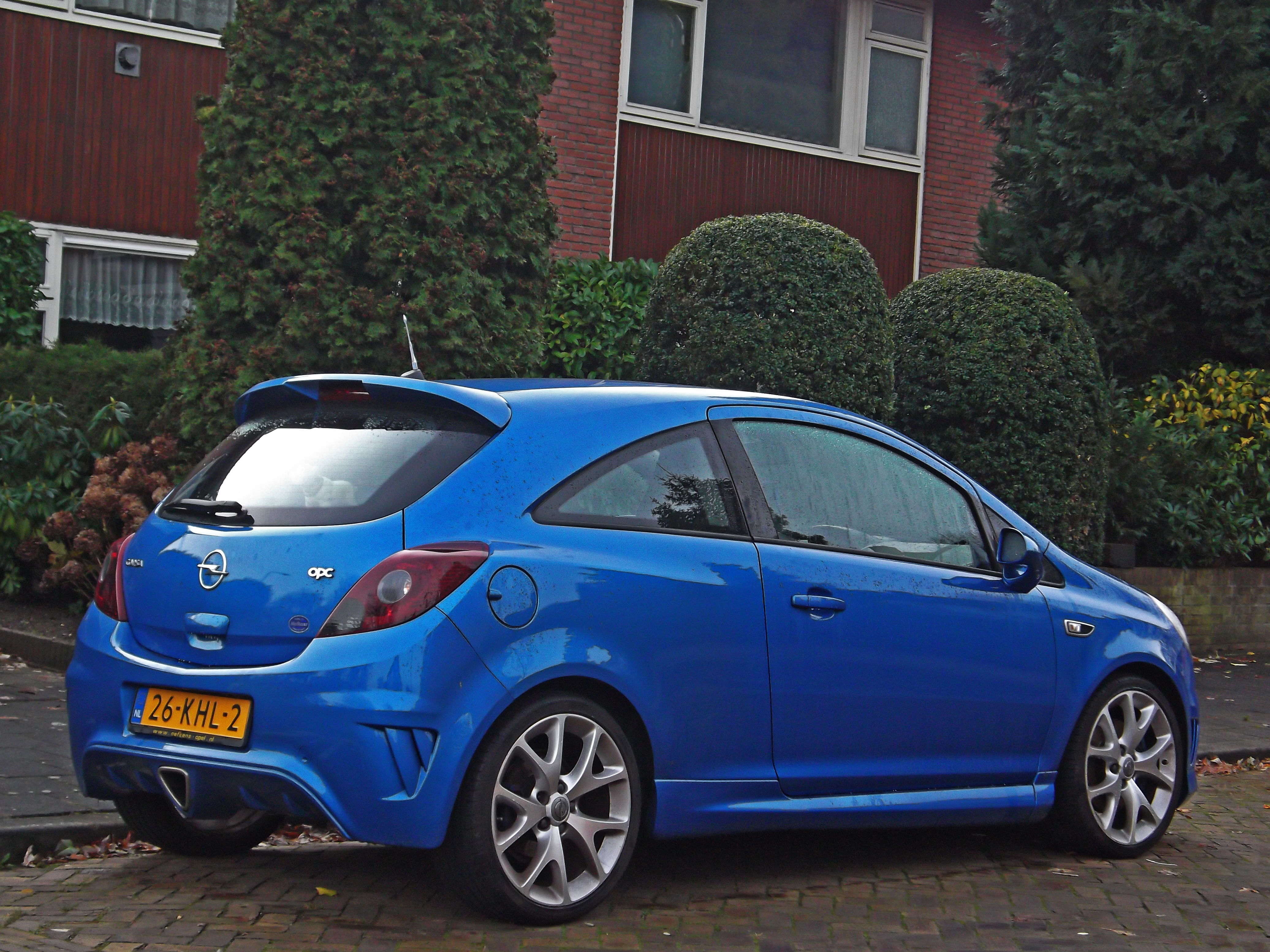
Heckansicht
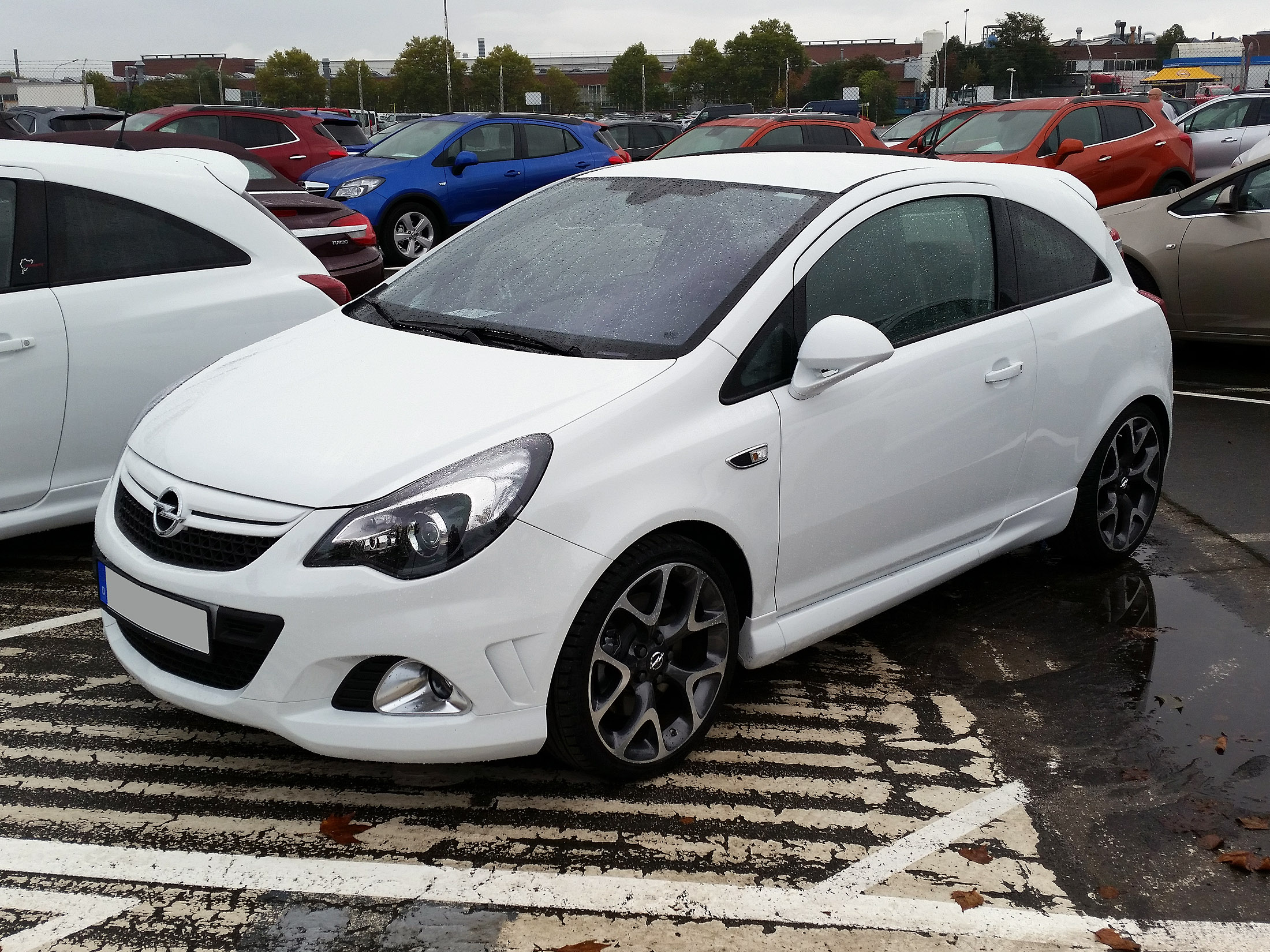
Opel Corsa OPC (2010–2014)

### OPCNürburgring Edition
Im April 2011 wurde die OPC Nürburgring Edition vorgestellt. Sie verfügt im Grunde über den gleichen Antriebsstrang wie auch der OPC, der Motor leistet hier jedoch 155 kW (211 PS) und erzeugt ein Drehmoment von 250 Nm (Overboost 280 Nm). Dies wurde durch eine neue Motorabstimmung, welche auf 100-Oktan-Benzin ausgelegt ist, und eine Anpassung des Wastegate erreicht. Das Getriebe der Nürburgring Edition verfügt gegenüber dem Getriebe des OPC über ein mechanisches Lamellen-Sperrdifferential.
Des Weiteren verfügt die Nürburgring Edition des Corsa OPC gegenüber dem Ausgangsmodell über einige zusätzliche Gimmicks. Dazu gehören die schon erwähnte Leistungssteigerung auf 155 kW (211 PS), 8×18" Aluminium-Schmiederäder in Karbongrau, ein noch einmal tieferes Fahrwerk der Firma Bilstein, eine 305er-Brembo-Bremsanlage an der Vorderachse, das ebenfalls schon erwähnte mechanische Lamellen-Sperrdifferential von Drexler Motorsport und ein rückstauoptimierter Endschalldämpfer. Weitere optische Unterscheidungsmerkmale sind zusätzliche Frontspoilerlippe, Nürburgring-Logo auf den B-Säulen, Nürburgring-Logo auf den Kopfstützen, Nürburgring-Schriftzug auf den Einstiegsleisten und die Auspuffanlage mit zwei Endrohren.
Bestellbare Farben sind Saphierschwarz (bis 2012), Hennarot (bis 2013), Apfelgrün, Casablancaweiß, Graphitschwarz (ab 2012), Platinantrazit (ab 2013) und Magmarot (2014). Das Black Edition-, Design- oder Motorsportpaket des OPC sind auch für die Nürburgring Edition bestellbar. Der Listenpreis der Edition lag zur Markteinführung bei 28.100 Euro.

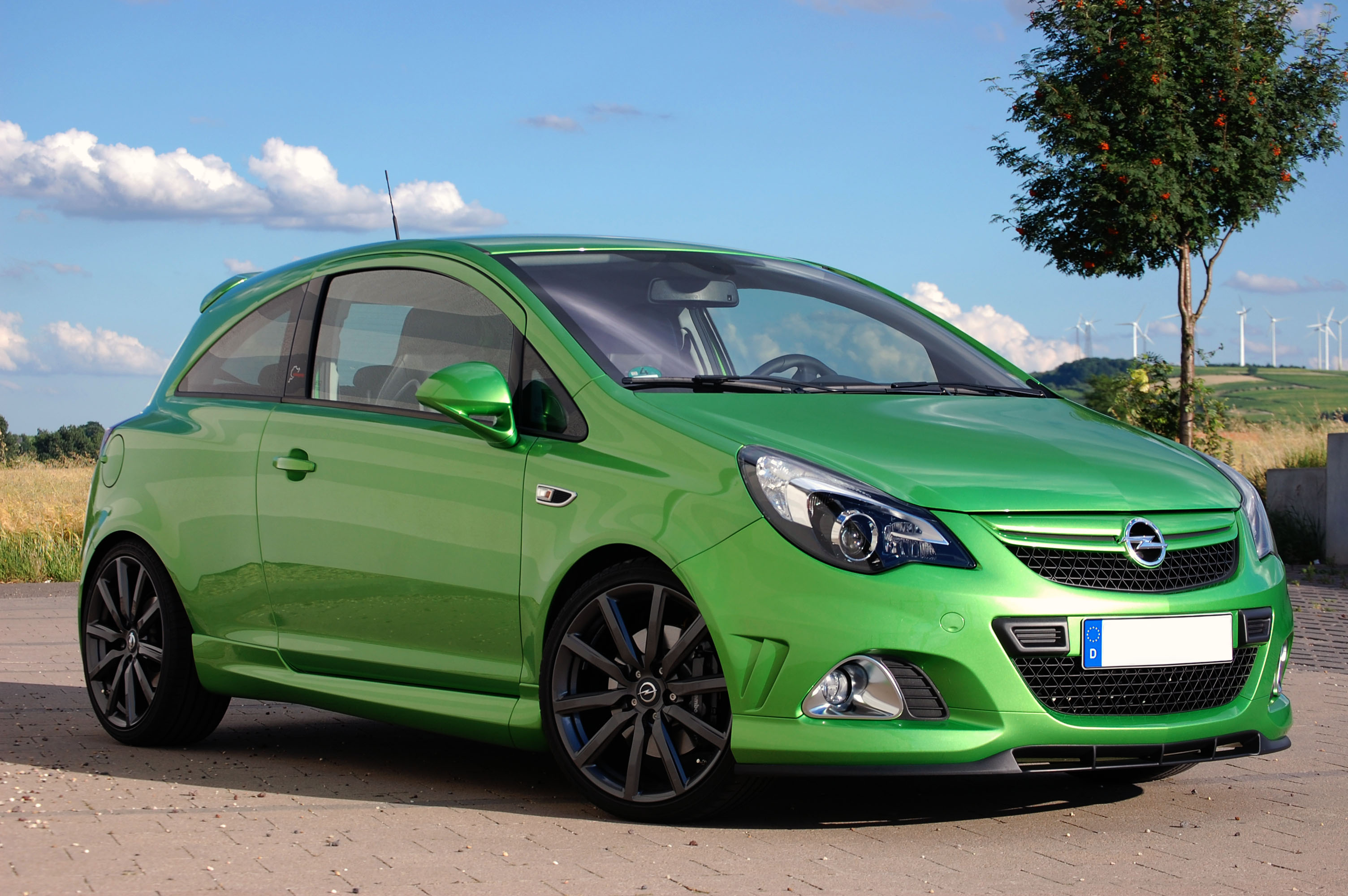
Opel Corsa OPC „Nürburgring Edition“ (2011–2014)
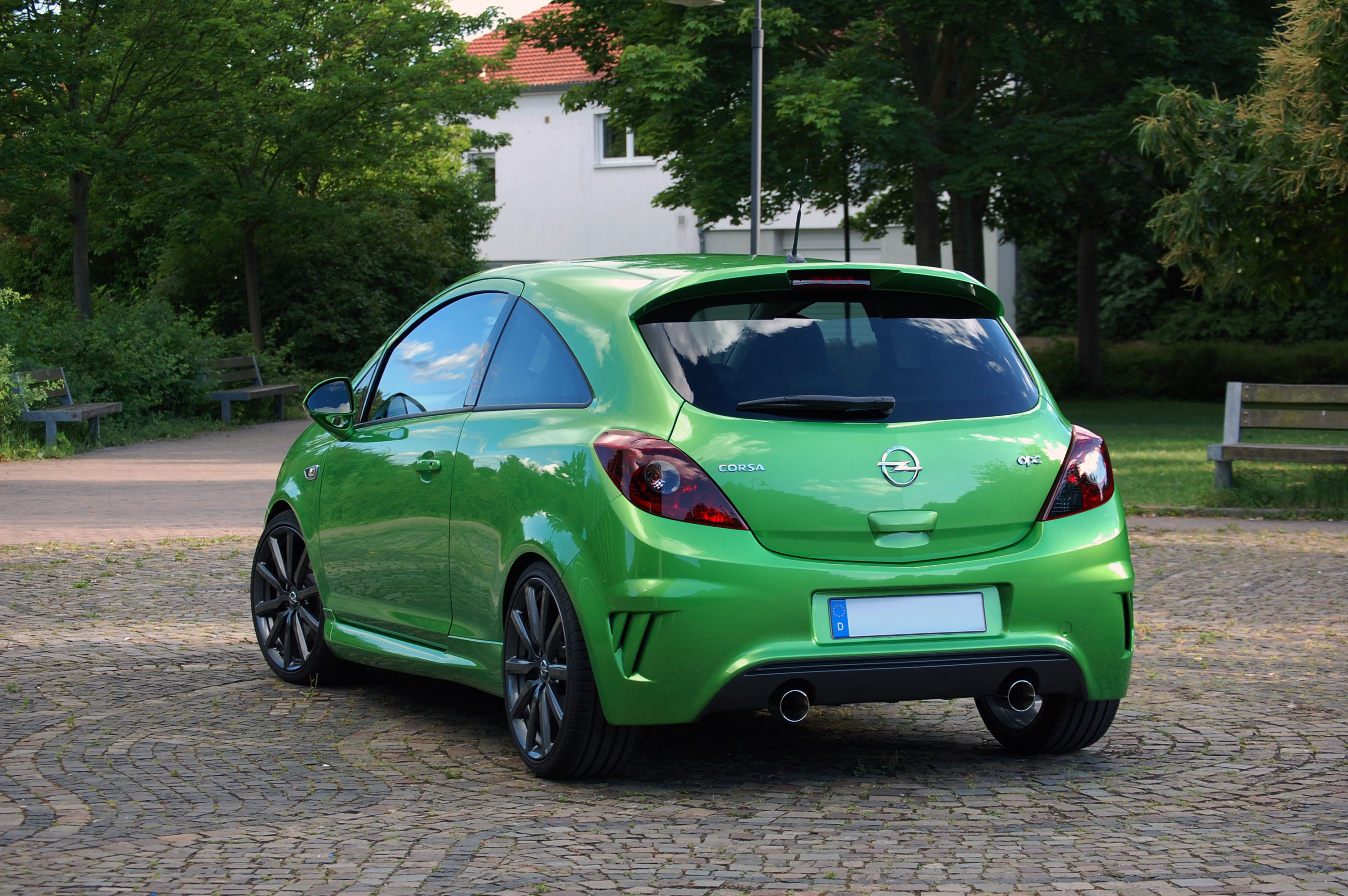
Heckansicht

Durch die kompromisslose Abstimmung setzte die „Nürburgring Edition“ im Sport-Auto-Test in Kategorien wie dem 18-m-Slalom oder der kurzen Runde in Hockenheim die Benchmarks dieses Segments.

## Erfolge
In den ersten zwei Monaten nach der offiziellen Präsentation wurden schon über 150.000 Corsa D bestellt, eineinhalbmal so viele wie von Opel zuvor erwartet. Erklärtes Ziel war es, im Jahr 2007 in Deutschland den VW Polo vom Spitzenplatz der Neuzulassungen im Kleinwagensegment zu verdrängen.
Zwischen dem 1. Januar und dem 31. Mai 2007 lag der Corsa mit 31.947 Neuzulassungen erstmals seit Jahren wieder über einen längeren Zeitraum an der Spitze des Kleinwagensegments und ließ damit den bisherigen Spitzenreiter (VW Polo, 30.334 Neuzulassungen im selben Zeitraum) hinter sich. In der Jahresbilanz 2007 war der Opel Corsa mit 79.098 Neuzulassungen bestverkaufter Kleinwagen in Deutschland, gefolgt vom VW Polo mit 76.683 Exemplaren.
Ein weiterer Erfolg ist der Gewinn von 14 Titeln, unter anderem „Car of the Year“ und „Gelber Engel 2007“, gewählt von den ADAC-Lesern.

## Produktionsstandorte
Die dreitürige Variante wurde überwiegend im Werk Eisenach (Deutschland) und die fünftürige Variante ausschließlich in Figueruelas (Spanien) gebaut. Seit 2013 wurde der Corsa auch von Unison im belarussischen Obchuk montiert.